# New Fist of Fury
New Fist of Fury (Xin jing wu men) is een Hongkongse martialartsfilm uit 1976 met in de hoofdrol Jackie Chan. Het is de eerste van een aantal films die geregisseerd zijn door Lo Wei waar Chan in speelt, en de eerste die gebruikmaakt van Chans artiestennaam Sing Lung (betekent letterlijk "een draak aan het worden"), waarmee Chan nog steeds vandaag de dag bekend is in Azië.
De film gaf Chan zijn eerste hoofdrol in een wijd vrijgegeven film (zijn eerste hoofdrol was in Little Tiger of Canton, die slechts een beperkte distributie had in 1973). De film was een vervolg op Bruce Lee's Fist of Fury, een van de grootste successen van Lo Wei. New Fist of Fury was een onderdeel van Lo's poging om Jackie Chan als de nieuwe Bruce Lee neer te zetten en bevatte geen van de komedie-elementen die later Chans carrière handelsmerk zouden worden.

## Verhaal
Ah Lung (Jackie Chan) is een zakkenroller in de Tweede Wereldoorlog. De Chinezen en Japanners hebben ruzie over een nieuwe vechtschool. Met de vechtkunst die hij van de nieuwe martial arts-school leert gaat Lung de Japanners te lijf, en dat komt tot een bloederig einde. 

## Rolverdeling
| Acteur         | Personage                     |
| -------------- | ----------------------------- |
| Jackie Chan    | Ah Lung                       |
| Nora Miao      | Mao Li Er / Miss Lee          |
| Chan Sing      | Okimura                       |
| Luk Yat-lung   | Lon Si Chun                   |
| Yim Chung      | Master Su, Mao's opa          |
| Suen Lam       | Taiwanese hoofdinspecteur Lin |
| Cheng Siu-siu  | Okimura's dochter             |
| Lau Ming       | Ah Lung's moeder              |
| Hon Siu        | Ho Chin                       |
| Han Ying-chieh | Hung                          |
| Lo Wei         | Inspecteur                    |
| Chiang Kam     | Sampo                         |
| Liu Ping       | Lin Chin Kui                  |